# Statsrevisorerne
 Ikke at forveksle med Rigsrevisionen.
Statsrevisorerne gennemgår statens regnskaber. Statsrevisorerne overvåger, at skatteborgernes penge bruges, som Folketinget har besluttet, og at pengene forvaltes så fornuftigt og effektivt som muligt. Statsrevisorerne peger på god og mindre god praksis i den offentlige forvaltning. Statsrevisorerne kan også vurdere, om ministre har givet Folketinget og dets stående udvalg fyldestgørende oplysninger. Som det hedder i Grundlovens § 47, stk. 2, har Statsrevisorerne til opgave at gennemgå det årlige statsregnskab og påse, at samtlige statens indtægter er opført deri, og at ingen udgift er afholdt uden hjemmel i finansloven eller anden bevillingslov. De kan fordre sig alle fornødne oplysninger og aktstykker meddelt . Statsrevisorerne bistås af Rigsrevisionen, som udfører revisionsarbejdet.
Hvert år afgiver Statsrevisorerne en Endelig betænkning over statsregnskabet, hvormed de indstiller til Folketinget, om statsregnskabet kan godkendes og følger op på uafsluttede revisionssager. Desuden indeholder betænkningen ministrenes redegørelser til de enkelte revisionsberetninger, kommentarer fra Rigsrevisionen og eventuelt Statsrevisorernes bemærkninger til de enkelte sager. 
Statsrevisorerne afgiver 20-30 beretninger om året til Folketinget som led i den parlamentariske kontrol af regeringsførelsen. En beretning består af Rigsrevisionens undersøgelse og Statsrevisorernes bemærkning, som er den politiske stillingtagen til undersøgelsens resultater. Statsrevisorernes arbejdsform er kollegial og baseret på et konsensusprincip, dvs. at de tilstræber på tværs af partiforskelle at være enige om deres bemærkninger. Statsrevisorerne er de eneste, der kan bede Rigsrevisionen om at gennemføre en undersøgelse (ud over at rigsrevisionen selv kan tage initiativ).

## Nuværende statsrevisorer
Statsrevisorerne udpeges af Folketinget. For at kunne blive statsrevisor er det et krav, at man er habil og valgbar til Folketinget, men man behøver ikke være medlem af Folketinget. 
Folketinget har for den perioden 1. oktober 2022 - 30. september 2026 valgt følgende statsrevisorer:
- Mette Abildgaard (Det Konservative Folkeparti), formand, MF
- Leif Lahn Jensen (Socialdemokratiet), næstformand, MF
- Mikkel Irminger Sarbo (Radikale Venstre)
- Serdal Benli (Socialistisk Folkeparti)
- Lars Christian Lilleholt (Venstre), MF
- Monika Rubin (Moderaterne), MF (barselsorlov)
- Mohammad Rona (Moderaterne), MF (stedfortræder for Monika Rubin)

Statsrevisorernes Sekretariat ledes af sekretariatschef Michala Krakauer pr. 1. december 2023.